# Richard Bedford Bennett

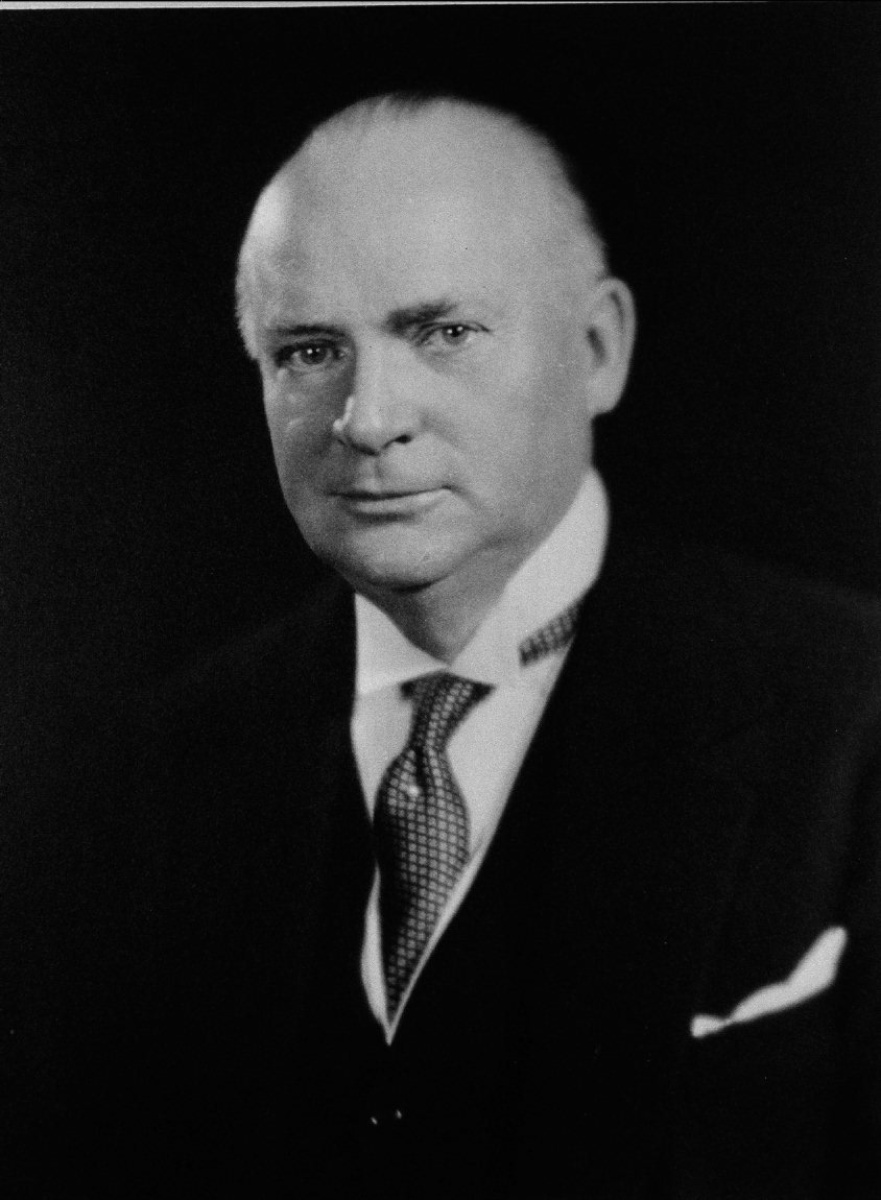
R. B. Bennett

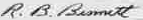
Bennetts Unterschrift

Richard Bedford Bennett, 1. Viscount Bennett PC, KC (* 3. Juli 1870 in Hopewell, New Brunswick, Kanada; † 26. Juni 1947 in Mickleham, Surrey, Vereinigtes Königreich) war der elfte Premierminister Kanadas. Seine Amtszeit dauerte vom 7. August 1930 bis zum 23. Oktober 1935. Bennett gehörte der Konservativen Partei an.

## Leben und Wirken

### Jugend und Studium

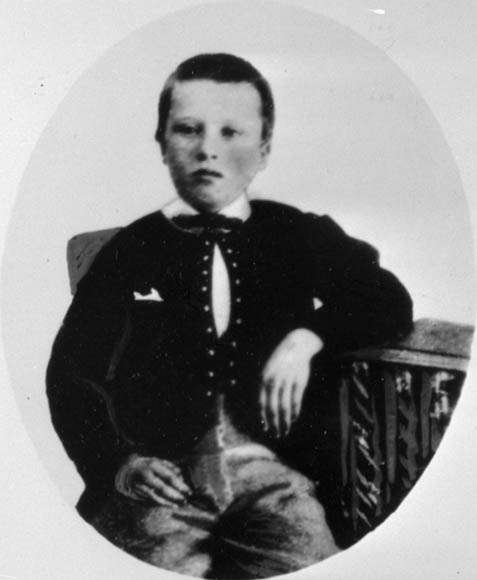
Bennett als Kind

Richard Bedford Bennett wurde 1870 als ältestes der sechs Kinder von Henry John Bennett (1842–1905) und Henrietta Stiles (1844–1914) geboren. Das Paar war seit dem 22. September 1869 verheiratet und bekam vier seiner Kinder zwischen 1870 und 1876. Den Bennetts gehörte eine Schiffswerft am Hopewell Cape im Südosten New Brunswicks, die Richards Großvater Nathan Murray Bennett gegründet hatte. Henry John Bennett gelang es jedoch nicht, seine wachsende Familie mit den Einkünften aus dem Schiffbau zu ernähren, welche durch die zunehmende Konkurrenz von Dampfmaschinen und die Depression in den 1870er Jahren zurückgingen. Auch seine späteren Tätigkeiten als Händler, Schmied und Landwirt konnten nicht verhindern, dass Richard Bennett und seine Geschwister in relativer Armut aufwuchsen. Ihre Mutter war ein Mitglied der Wesleyan Methodist Church und betonte bei der Erziehung den Wert von harter Arbeit, Nächstenliebe und Genügsamkeit. Nachdem sie eine kleine Erbschaft gemacht hatte, konnte Richard Bennett mit 16 Jahren die Normal School in Fredericton besuchen. Danach arbeitete er als Lehrer in Irishtown nördlich von Moncton. 1888 erlangte er die Lizenz erster Klasse und wurde mit 18 Jahren Leiter einer Schule in Douglastown, einem Stadtteil von Miramichi. Gleichzeitig arbeitete er in seiner Freizeit für das Anwaltsbüro von Lemuel John Tweedie (1849–1917), späterer Premier der Provinz New Brunswick, in Chatham. Auf diese Weise gelang es ihm, genug Geld zu sparen, um im Herbst 1890 ein Jurastudium an der Dalhousie University in Halifax aufnehmen zu können. 1893 schloss er das Studium mit dem Bachelor of Laws ab und im Jahr darauf erhielt er eine Anwaltslizenz für New Brunswick.

### Umzug nach Alberta und Beginn der politischen Karriere
Nach dem Studium kehrte Bennett als Partner in die Praxis in Chatham zurück, die in Tweedie and Bennett umbenannt wurde. 1897 zog er nach Calgary und wurde dort nach Erlangen einer Anwaltslizenz für die Nordwest-Territorien Juniorpartner in der Praxis von James Alexander Lougheed. Dieser war mit der Anstellung einer Empfehlung des Jura-Dekans der Dalhousie University Richard Chapman Weldon (1849–1925) gefolgt. 1907 erhielt Bennett den Titel Kronanwalt (KC) verliehen. Während die noch junge Stadt Calgary zunehmend wuchs, gewann die Anwaltspraxis von Bennett und Lougheed an Kunden und entwickelte sich bis 1914 zu einem erfolgreichen Unternehmen. Bennett betätigte sich außerdem im An- und Verkauf von Land und wurde Teilhaber und Direktor der Calgary Petroleum Products Company des Unternehmers William Stewart Herron.

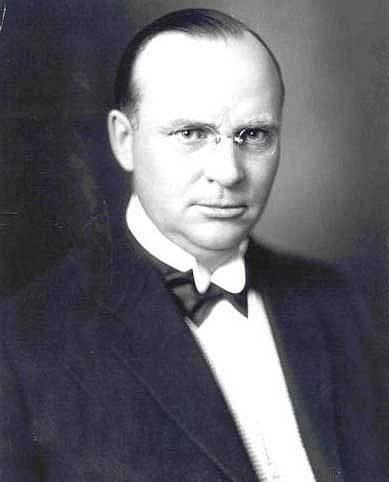
Bennett (1901)

Bennetts politische Karriere begann 1898, als er für den Wahlkreis West Calgary in die Legislative Assembly of the North-West Territories (legislative Versammlung der Nordwest-Territorien) gewählt wurde. Dort blieb er bis zu dessen Auflösung 1905 tätig. Nachdem Alberta 1905 Provinz geworden war, wurde er zum Vorsitzenden der neu gegründeten Alberta Conservative Party gewählt. Er kandidierte bei der Wahl zur Legislativversammlung von Alberta für Calgary an, wurde jedoch zunächst nicht gewählt. Dies gelang ihm schließlich 1909 zusammen mit zwei weiteren Mitgliedern der Konservativen, einem Sozialisten und 37 Liberalen. Im Parlament wurde er bald zum Sprecher der zahlenmäßig stark unterlegenen Opposition und einer der wenigen erfolgreichen konservativen Politiker Albertas. Er spielte unter anderem eine bedeutende Rolle bei der Aufdeckung eines Skandals um die Finanzierung der Alberta and Great Waterways Railway, der 1910 zum Rücktritt von Alexander Cameron Rutherford und seines Kabinetts führte.
1911 trat Bennett von seiner Position in der Legislativversammlung von Alberta zurück und wurde für Calgary in das Unterhaus (House of Commons) gewählt. Premierminister war zu dieser Zeit Robert Borden. Bennetts politische Einstellung wird von seinen Biografen als Red Toryism eingestuft. Er setzte sich unter anderem für Sozialleistungen, Gewerkschaften und staatliche Kontrollen in der Wirtschaft ein. In seiner Antrittsrede am 20. November 1911 plädierte er dafür, Vermögensinteressen nicht über die Menschenrechte zu stellen. Es sei die Pflicht der Regierung, dafür zu sorgen, dass dies nicht geschehe.

### Erster Weltkrieg und Nachkriegszeit
Während des Ersten Weltkriegs wurde Bennett aus medizinischen Gründen nicht zum Militärdienst zugelassen. Er engagierte sich als Leiter der Zweigstelle des Roten Kreuzes in Alberta und verwaltete den Canadian Patriotic Fund, der Familien von Soldaten finanziell unterstützte. 1915 ging er als Assistent Bordens nach London, um die britische Regierung zu unterstützen und begleitete ihn bei seinem ersten Besuch der kanadischen Streitkräfte in England und Frankreich. 1916 wurde Bennett Generaldirektor des National Service, der Berichte über die verfügbaren kanadischen Soldaten und Ressourcen erstellte. Im Jahr darauf unterstützte er den Military Service Act, der Kanadier zum Wehrdienst verpflichtete, statt wie bisher auf Freiwillige zu setzen und zur Wehrpflichtkrise führte. Er stellte sich gegen Bordens Idee, Konservative und Liberale in der Unionistischen Partei zu vereinigen. Bei der Wahl 1917 unterstützte er zwar die Konservativen, trat jedoch nicht selbst an. Im Folgejahr verstärkten sich seine Differenzen mit Borden weiter, als dieser ihn aufgrund von Koalitionsabsprachen nicht zum Senator ernannte, sondern stattdessen den Liberalen William James Harmer wählte.
Während des Kriegs hatte sich die wirtschaftliche Situation von Bennetts Anwaltsbüro in Calgary verschlechtert, da mehrere Mitarbeiter eingezogen worden waren. Ab 1918 war Bennett zunehmend in die Geschäfte der Streichholz- und Papierfirma E. B. Eddy Company in Hull, Québec, involviert. Die Witwe des Firmeneigentümers, eine langjährige Freundin Bennetts, betraute ihn mit ihren finanziellen Angelegenheiten und vermachte ihm 1921 in ihrem Testament Anteile an der Firma, zu denen nach dem Tod ihres Bruders 1926 weitere hinzukamen, so dass Bennett schließlich die Leitung der Firma übernahm. 1922 trennte er sich nach 25-jähriger geschäftlicher Partnerschaft von Lougheed, mit dessen Arbeit und Entscheidungen er zunehmend unzufrieden war. Die Praxis wurde auf drei Parteien aufgeteilt, wobei Bennetts Büro (Bennett, Hannah, and Sanford) die wichtigsten Kunden mitnehmen konnte. Mitte der 1920er Jahre stand Bennett finanziell gut da, 1924 betrug sein Einkommen 76.897 Dollar, wobei nur 25 Prozent aus seiner Arbeit als Anwalt resultierten. Er verdiente hauptsächlich über Dividenden aus Firmenbeteiligungen, wie an der Alberta Pacific Grain Company, deren Präsident er vorübergehend war, Canada Cement und der E. B. Eddy Company. Er war außerdem ein Direktor der Metropolitan Life Insurance Company in New York und im Aufsichtsrat der Royal Bank of Canada. 1930 lag sein Einkommen bei 262.176 Dollar, mit weiter steigendem Dividendenanteil.

### Minister und Parteivorsitzender

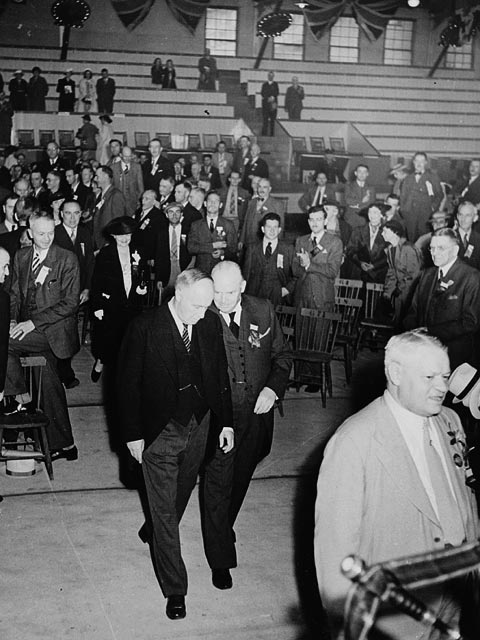
Bennett und Arthur Meighen (1927), letzter konservativer Premierminister vor Bennett

1920 trat Premierminister Borden zurück und bestimmte Arthur Meighen als seinen Nachfolger. Für den 6. Dezember 1921 setzte Meighen Neuwahlen an und bat Bennett, als sein Justizminister anzutreten. Da sich Kanada nach dem Krieg in einer schweren sozialen und politischen Krise befand, nahm Bennett an, um das Wiederherstellen von Ordnung und Gesetz zu unterstützen. Er wurde am 21. September 1921 vereidigt. Seine Amtszeit dauerte allerdings nur wenige Monate, da die Konservativen bei der Unterhauswahl 1921 unterlagen. Die Konservative Partei errang in der Provinz Alberta keinen Unterhaussitz, Bennett selbst verlor in seinem Wahlkreis Calgary West knapp mit einer Differenz von 16 Stimmen. Bei der Unterhauswahl 1925 trat er erneut an und gewann dieses Mal mit einer komfortablen Mehrheit in Calgary West. Bei dieser Wahl erreichten die Konservativen die Mehrheit, Der Liberale William Lyon Mackenzie King regierte jedoch mit einer Minderheitsregierung weiter, so dass Bennett zunächst nicht den ihm von Meighen erneut in Aussicht gestellten Ministerposten antreten konnte. Durch die King-Byng-Affäre wurde er vom 13. Juli bis 24. September 1926 doch noch als Finanzminister sowie kommissarischer Innenminister und Minister für Bergbau eingesetzt. Diese Regierung der Konservativen endete jedoch nach einem Misstrauensvotum, Auflösung des Parlaments und Neuwahl. Premierminister Meighten, der dabei in seinem Wahlkreis abgewählt wurde, führte bis zum 25. September 1926 die Regierungsgeschäfte weiter. Danach gab er sein Amt an King ab und trat als Parteivorsitzender zurück.

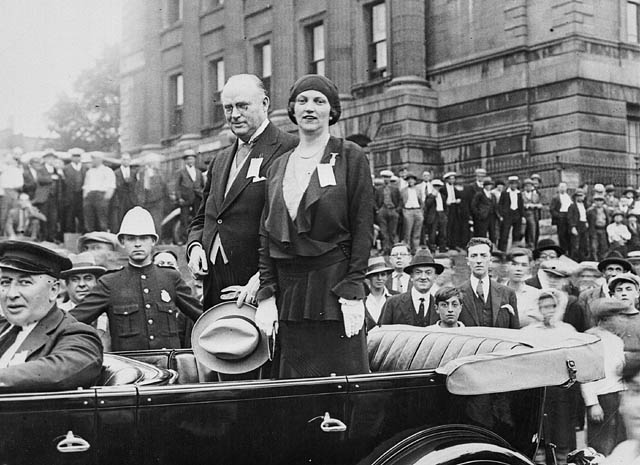
Bennett und seine jüngere Schwester Mildred, die ihn beim Wahlkampf 1930 unterstützte

Während der folgenden Zeit in der Opposition setzte sich Bennett unter anderem für die Einführung von beitragsfinanzierten Renten und Arbeitslosenversicherung ein. Am 12. Oktober 1927 wurde er auf einer Tagung der Konservativen in Winnipeg zum neuen Parteivorsitzenden gewählt. Im Anschluss legte er wie dabei angekündigt seine Direktorenposten nieder und verkaufte einen Teil der Eddy Company, um möglichst frei von anderen Verpflichtungen zu sein. Er richtete ein zentrales Parteibüro in Ottawa ein, das unter der Leitung von Alexander Duncan McRae (1874–1946) mit 27 Angestellten arbeitete. Da die Finanzen der Partei, ebenso wie der Rückhalt in den Medien und der Bevölkerung, nach der Kriegspolitik der Konservativen sehr schlecht waren, wurde diese Maßnahme hauptsächlich von Senior-Parteimitgliedern finanziert. Von seiner Wahl zum Parteivorsitzenden bis Mai 1930 spendete Bennett rund 500.000 Dollar, ein Fünftel davon ging nach Québec, wo sich die Situation der Konservativen besonders schwierig gestaltete. Mit Bennetts engagierter Arbeit als Oppositionsführer und lokalen Erfolgen konservativer Politiker wie Camillien Houde und Howard Ferguson (1870–1946) verbesserte sich jedoch die Lage bis 1929 markant. Unterstützt von seiner Schwester Mildred (1889–1938) ging Bennett in den Wahlkampf, wobei er mit mehr Erfolg als sein Kontrahent King das neue Medium Radio nutzte. Er reiste zudem durch Kanada, hielt täglich mehrere Reden und legte dabei vom 9. Juni bis 26. Juli rund 14.000 Meilen zurück. Wichtigstes Thema seines Wahlkampfs war die Bekämpfung der zunehmenden Arbeitslosigkeit, das King dagegen vernachlässigte. Bei der Unterhauswahl 1930 gewannen die Konservativen schließlich die absolute Mehrheit der Sitze, während die Liberalen nach vier Jahren Regierungszeit wieder in die Opposition mussten.

### Premierminister

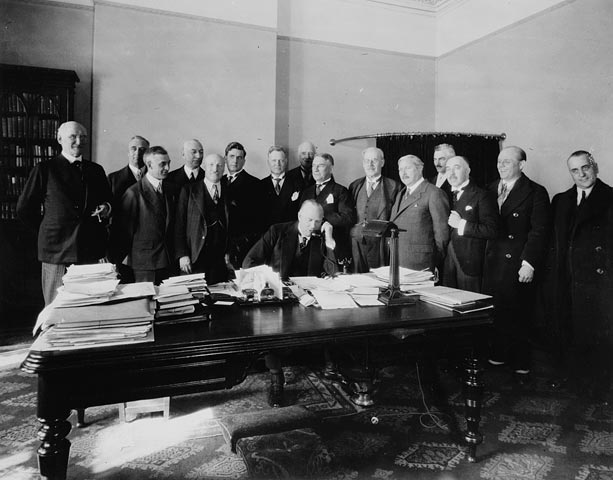
Bennett umgeben von den Mitgliedern seines Kabinetts (1931)

Am 7. August 1930 wurde Bennett Premierminister, Außenminister und Finanzminister sowie Präsident des Kronrats. Er stellte das 15. Kabinett auf, zu deren 19 Mitgliedern unter anderem Thomas Gerow Murphy (1883–1971) als Innenminister, Hugh Guthrie als Justizminister und Robert James Manion als Minister für Eisenbahnen und Kanäle gehörten. Bennett rief sein Kabinett überdurchschnittlich oft zusammen und galt als anspruchsvoller Regierungschef, der nur selten lobte, wie Manion 1932 ihm gegenüber beklagte. Zu seinen ersten Maßnahmen gegen die Auswirkungen der Weltwirtschaftskrise gehörten eine Ausweitung der Schutzzölle auf diverse Produkte, wovon er sich eine Unterstützung der kanadischen Hersteller versprach, sowie ein Unemployment Relief Act, bei dem der Bund 20 Millionen Dollar für die Förderung öffentlicher Projekte auf Bundes- und Provinzebene bereitstellte, wie beispielsweise den Bau von Straßen, Brücken und Kanälen, sowie für die Rückerstattung der Kosten, die Städte und Provinzen durch die Arbeitslosenhilfe entstanden waren.
Auf der Reichskonferenz im Herbst 1930 in London bot Bennett dem Vereinigten Königreich und allen anderen Teilen des Britischen Empire eine Vorzugsbehandlung auf dem kanadischen Markt an, wenn diese im Gegenzug Kanada das gleiche gewährten. Dieses Angebot erregte viel Aufsehen in den Medien. Die britische Regierung, welche den freien Handel propagierte, äußerte sich zunächst nicht dazu und lehnte es kurz nach Ende der Konferenz ab. 1931 erließ Bennetts den Unemployment and Farm Relief Act, bei dem 28 Millionen Dollar bereitgestellt wurden, ähnliche Maßnahmen folgten jährlich bis 1935. Die wirtschaftliche Situation Kanadas war weiterhin kritisch, unter anderem durch fallende Weizenpreise. Bennett erhöhte erneut die Zölle und versuchte, die einheimischen Weizenproduzenten zu unterstützen, was 1935 in der Gründung des Canadian Wheat Board mündete. Auf der Reichskonferenz 1932 in Ottawa konnte er trotz Kritik wegen mangelnder Vorbereitung einige Begünstigungen kanadischer Landwirtschaftsprodukte auf dem britischen Markt erreichen, so dass der Export dorthin sich um 60 Prozent erhöhte. Ein anderes Thema, mit dem Bennett sich während seiner Amtszeit auseinandersetzte, war die Regulierung des Rundfunkmarktes in Kanada. Er befürwortete die Gründung staatlicher Radiosender und die Festlegung von Vorschriften für Radioprogramme, um die Bevölkerung mit mehr Bildung statt Unterhaltung zu versorgen.
Im Wesentlichen setzte Bennett während seiner Regierungszeit in der Wirtschaftspolitik auf Laissez-faire und hoffte, durch Schutzzölle und Handelsvorteile im Empire die wirtschaftliche Lage Kanadas zu stabilisieren. Damit konnte er jedoch die gravierenden Probleme, die mit der Depression einhergingen, nicht lösen. Die Arbeitslosigkeit in Kanada hatte 1933 einen Stand von 27 Prozent erreicht und das Haushaltsdefizit lag bei 150 Millionen Dollar. Erst kurz vor der Unterhauswahl 1935 änderte Bennett seine Strategie und begann in Radiosendungen ab dem 2. Januar 1935 den sogenannten Bennett's New Deal darzulegen. Darin versprach er unter anderem ein fortschrittlicheres Steuersystem, Mindestlöhne, Deckelung der Wochenarbeitszeit, Förderprogramme für die Landwirtschaft und Verbesserungen im Bereich der Sozialversicherungen. In einigen Punkten ähnelte sein Plan dem New Deal von Franklin D. Roosevelt. Mit diesem Richtungswechsel weckte er jedoch Misstrauen in den eigenen Reihen der Konservativen und es gelang ihm nicht, die öffentliche Meinung zu seinen Gunsten zu beeinflussen. Bei der Unterhauswahl im Oktober gewannen die Liberalen die absolute Mehrheit der Sitze und die Konservativen gingen in die Opposition. Am 22. Oktober endete Bennetts Amtszeit als Premierminister. Bis zum 6. Juli 1938 blieb er Parteivorsitzender und aktiver Führer der Opposition. Dann trat er zurück, vorwiegend aus gesundheitlichen Gründen. Bennett litt unter Herzproblemen und Übergewicht. Zudem starb im gleichen Jahr seine ihm nahestehende Schwester Mildred, mit der er bis zu ihrer Hochzeit 1931 zusammengewohnt hatte, im Alter von 49 Jahren an Brustkrebs. Nach Bennetts Rücktritt übernahm Manion den Parteivorsitz.

### Letzte Jahre in Großbritannien

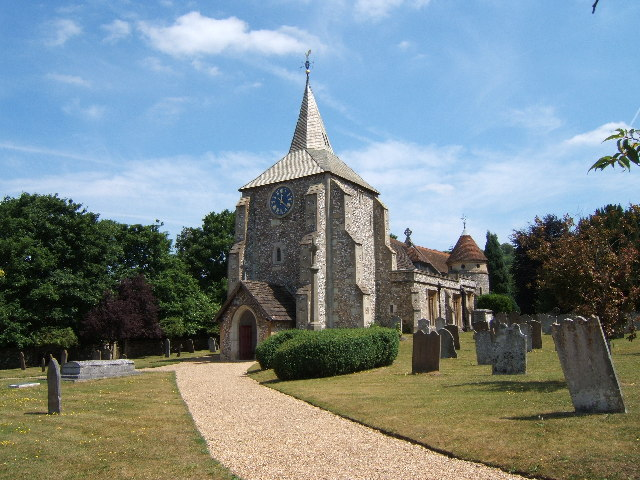
St. Michael’s Churchyard, auf dem sich Bennetts Grab befindet

Nach seinem Rücktritt entschied sich Bennett, Kanada zu verlassen, unter anderem um dem Druck der Öffentlichkeit zu entgehen. Im August 1938 reiste er nach England und übernahm dort ab dem 1. November das Anwesen Juniper Hill in der Nähe von Box Hill in Surrey. Nach einigen Renovierungsarbeiten und Klärung letzter Angelegenheiten kündigte er am 28. Januar 1939 seinen Sitz im Unterhaus für Calgary West und verließ am gleichen Abend endgültig Kanada mit dem Schiff Montclare von Halifax aus. In England wurde er Mitglied verschiedener Organisationen und blieb als populärer Sprecher aktiv. Für die Unterstützung von Lord Beaverbrook und seines Ministeriums für Flugzeugproduktion offerierte Winston Churchill Bennett den Adelstitel Viscount Bennett of Mickleham, Hopewell and Calgary sowie einen Sitz im House of Lords (1941–1947). Bennetts Gesundheit verschlechterte sich zunehmend, 1944 wurde zusätzlich Diabetes bei ihm diagnostiziert. Am Abend des 26. Juni 1947 nahm er ein heißes Bad und starb dabei an einem Herzinfarkt. Er wurde am nächsten Morgen tot aufgefunden und auf dem St. Michael’s Churchyard bei Mickleham in Surrey beerdigt. Am 4. Juli fand ein Gedenkgottesdienst in Westminster Abbey statt. Bennett war nie verheiratet und hinterließ keine Kinder.

## Ehrungen
Am 30. Mai 1949 ehrte die kanadische Regierung, vertreten durch den für das Historic Sites and Monuments Board of Canada zuständigen Minister, Bennett und erklärte ihn zu einer „Person von nationaler historischer Bedeutung“.